# Anonychomyrma scrutator
Anonychomyrma scrutator är en myrart som först beskrevs av Smith 1859.  Anonychomyrma scrutator ingår i släktet Anonychomyrma och familjen myror.

## Underarter
Arten delas in i följande underarter:
- A. s. batesi
- A. s. scrutator